# Agrilus horni
Agrilus horni es una especie de insecto del género Agrilus, familia Buprestidae, orden Coleoptera. Fue descrita científicamente por Kerremans, 1900.
Mide 6.5-11.5 mm. Se encuentra en el sudoeste de Estados Unidos. Se alimenta de Populus.